# FC Wiltz 71
FC Wiltz 71 – luksemburski klub piłkarski z siedzibą w mieście Wiltz w północno-zachodnim Luksemburgu.

## Historia
Chronologia nazw:
- 1971—1976: FC Wiltz 71
- od 1976: FC Wiltz 71 (po fuzji z FC Arminia Weidingen)

Klub został założony w 1971 roku jako FC Wiltz 71 w wyniku fuzji dwóch miejscowych zespołów: US Niederwiltz i FC Gold à Ro't Wiltz. W 1976 roku do klubu przyłączył się FC Arminia Weidingen. W 1981 zespół zajął 1. miejsce w drugiej lidze i zdobył po raz pierwszy awans do pierwszej ligi. W 1985 na rok opuścił się do drugiej ligi. W latach 1987–1994 z wyjątkiem sezonu 1991/1992 ponownie występował w drugiej lidze. W 1994 po raz czwarty awansował do pierwszej ligi, w której grał do 2008, jedynie w sezonie 2001/2002 zaliczył sezon w drugiej lidze. W sezonie 2010/2011 zespół powrócił do pierwszej ligi, ale zajął 12. miejsce i w barażach o utrzymanie nie zdołał US Hostert. W sezonie 2011/2012 zajął 3. miejsce w Division d'Honneur i w barażach z Swift Hesperange wywalczył awans do Nationaldivisioun.

## Sukcesy

### Trofea międzynarodowe
Nie uczestniczył w rozgrywkach europejskich (stan na 31-05-2012).

### Trofea krajowe
| \| \| Zdobyte trofea w rozgrywkach Luksemburga (stan na: 31-05-2012) \| |                                                                |      |                              |
| Rozgrywki                                                               | Osiągnięcie                                                    | Razy | Sezon(y)                     |
| Mistrzostwo                                                             | I miejsce                                                      | 0    |                              |
| Mistrzostwo                                                             | II miejsce                                                     | 0    |                              |
| Mistrzostwo                                                             | III miejsce                                                    | 0    |                              |
| Mistrzostwo                                                             | 5. miejsce                                                     | 2    | 1997, 2006                   |
| Puchar                                                                  | zdobywca                                                       | 0    |                              |
| Puchar                                                                  | finalista                                                      | 1    | 2001                         |
| II liga                                                                 | I miejsce                                                      | 5    | 1981, 1986, 1994, 2002, 2010 |
| II liga                                                                 | II miejsce                                                     | 0    |                              |
| II liga                                                                 | III miejsce                                                    | 4    | 1980, 1990, 1991, 2012       |
| Luksemburg                                                              | Zdobyte trofea w rozgrywkach Luksemburga (stan na: 31-05-2012) |      |                              |

## Stadion
Klub rozgrywa swoje mecze domowe na stadionie Stade Géitz w Wiltz, który może pomieścić 2,000 widzów.